# Menghesteab Tesfamariam
Menghesteab Tesfamariam (Berakit, 24 dicembre 1948) è un arcivescovo cattolico eritreo, dal 19 gennaio 2015 arcieparca metropolita di Asmara e capo della Chiesa cattolica eritrea, una delle Chiese cattoliche orientali.

## Biografia

### Formazione e ministero sacerdotale
Menghesteab Tesfamariam è nato il 24 dicembre 1948 a Berakit, eparchia di Asmara e regione del Sud, in Eritrea; "Tesfamariam" è il nome di suo padre, non un cognome ereditario di tipo europeo (v. onomastica abissina). Il 1º settembre 1971, all'età di ventitré anni, è diventato novizio comboniano, emettendo i voti temporanei il 25 giugno 1973 e quelli perpetui il 15 marzo 1978. Ha ricevuto l'ordinazione sacerdotale il 18 febbraio 1979, trentenne.
Dopo l'ordinazione è stato nominato vice parroco a Namalu (diocesi di Moroto in Uganda), divenendo poi nel 1985 formatore dei postulanti comboniani ad Addis Abeba. Dal 1º luglio 1990 al 31 dicembre 1996 è stato a Chicago, negli Stati Uniti d'America, dove ha seguito per un semestre un corso di specializzazione e poi ha servito per un triennio come formatore degli scolastici e poi come superiore locale dei comboniani. Tornato in Eritrea, è stato responsabile principale del coordinamento delle attività pastorali dell'Eparchia di Asmara.

### Ministero episcopale
Il 25 giugno 2001 papa Giovanni Paolo II lo ha nominato, cinquantaduenne, eparca di Asmara; è succeduto al settantaseienne Zekarias Yohannes, dimissionario per raggiunti limiti d'età. Ha ricevuto la consacrazione episcopale il successivo 16 settembre, presso la Cattedrale Kidane Mehret, per imposizione delle mani del suo predecessore, assistito dai co-consacranti monsignori Tesfamariam Bedho, eparca di Cheren, e Luca Milesi, O.F.M. Cap., eparca di Barentù.

#### Relazioni con il governo eritreo
Il 25 maggio 2014, 23º anniversario dell'indipendenza dello stato eritreo, gli allora quattro eparchi cattolici hanno pubblicato una lettera pastorale, che alcuni hanno interpretato come un atto di accusa contro il governo. Gli eparchi hanno parlato, fra l'altro, della massiva fuga di giovani all'estero in cerca di una vita migliore ma che in alcuni finiscono il viaggio annegati nel Mediterraneo. Hanno ripetuto quello che avevano già detto nel 2001: "Non ha senso chiedersi: perché i nostri giovani abbandonano il loro paese? - dal momento che nessuno lascia un paese che offre latte e miele, come si suole dire, per sistemarsi in un altro che offre le stesse opportunità. Se la patria fosse uno spazio dove regna la pace e la libertà e dove non manca il lavoro, non ci sarebbe nessun motivo per scegliere la via dell'esilio, della solitudine e delle difficoltà di ogni genere". Hanno dichiarato che "la delusione per il mancato raggiungimento dei fini che ci si proponeva, la vanificazione delle proprie aspettative, il guardare a terre lontane come all'unica alternativa per un'autorealizzazione, stanno inducendo un numero sempre crescente di persone alla frustrazione e alla disperazione. Ci si trova all'interno di un orizzonte che si fa sempre più cupo e più pesante. Di pari passo, la disgregazione della famiglia all'interno del paese – a causa del servizio militare senza limiti di tempo e senza retribuzione, della reclusione di molti giovani nelle prigioni e nei centri di ridisciplinamento, ecc. – sta esponendo alla miseria non solo genitori anziani e senza supporto, ma intere famiglie, con gravi ricadute non solo a livello economico, ma anche psicologico e mentale".
L'agenzia eritrea TesfaNews ha messo in dubbio la sincerità degli eparchi e ha interpretato delle informazioni provenienti da Wikileaks come indicazione che l'Arcieparca, "capo religioso al timone della capitale Asmara, è certificatamente anti-governo e anti-servizio nazionale",
Già prima, come membro della II Assemblea Speciale per l'Africa del Sinodo dei vescovi tenutasi nel 2009, egli ha deplorato la situazione in cui si trovano molti africani e che li costringe ad attraversare deserti e mari per raggiungere terre dove pensano di poter ricevere istruzione e salari migliori, e soprattutto godere una maggiore libertà.

#### Arcieparca
Il 19 gennaio 2015, con la bolla pontificia Multum fructum, papa Francesco ha eretto la Chiesa metropolitana sui iuris di Asmara, conosciuta anche come Chiesa cattolica eritrea, consistente nell'arcieparchia di Asmara e nelle sue tre eparchie suffraganee, separandole dalla Chiesa metropolitana sui iuris etiope; contestualmente, ne è divenuto il primo arcieparca metropolita.
Il 27 giugno successivo, è stato nominato membro della Congregazione per le Chiese orientali. Infine, il 29 giugno, solenne festività dei Santi Pietro e Paolo, ha ricevuto, nella Basilica di San Pietro in Vaticano, dalle mani del pontefice il pallio, simbolo di comunione tra il metropolita e la Santa Sede.

## Genealogia episcopale e successione apostolica
La genealogia episcopale è:
- Cardinale Scipione Rebiba
- Cardinale Giulio Antonio Santori
- Cardinale Girolamo Bernerio, O.P.
- Arcivescovo Galeazzo Sanvitale
- Cardinale Ludovico Ludovisi
- Cardinale Luigi Caetani
- Cardinale Ulderico Carpegna
- Cardinale Paluzzo Paluzzi Altieri degli Albertoni
- Papa Benedetto XIII
- Papa Benedetto XIV
- Papa Clemente XIII
- Cardinale Marcantonio Colonna
- Cardinale Giacinto Sigismondo Gerdil, B.
- Cardinale Giulio Maria della Somaglia
- * Cardinale Carlo Odescalchi, S.I.
- Cardinale Costantino Patrizi Naro
- Cardinale Lucido Maria Parocchi
- Papa Pio X
- Papa Benedetto XV
- Papa Pio XII
- Cardinale Eugène Tisserant
- Vescovo Hailé Mariam Cahsai
- Arcivescovo Asrate Mariam Yemmeru
- Cardinale Paulos Tzadua
- Vescovo Zekarias Yohannes
- Arcivescovo Menghesteab Tesfamariam, M.C.C.I.

La successione apostolica è:
- Vescovo Kidane Yebio (2003)
- Vescovo Fikremariam Hagos Tsalim (2012)